# Eucinostomus
Eucinostomus is een geslacht van straalvinnige vissen uit de familie van mojarra's (Gerreidae). Het geslacht is voor het eerst wetenschappelijk beschreven in 1855 door Baird & Girard in Baird.

## Soorten
- Eucinostomus argenteus Baird & Girard, 1855
- Eucinostomus currani Zahuranec, 1980
- Eucinostomus dowii (Gill, 1863)
- Eucinostomus entomelas Zahuranec, 1980
- Eucinostomus gracilis (Gill, 1862)
- Eucinostomus gula (Quoy & Gaimard, 1824)
- Eucinostomus harengulus Goode & Bean, 1879
- Eucinostomus havana (Nichols, 1912)
- Eucinostomus jonesii (Günther, 1879)
- Eucinostomus melanopterus (Bleeker, 1863)